# Bahnstrecke Guben–Zbąszynek
| Bahnhof in Czerwieńsk (Rothenburg) |                              |                                                       |                                                       |
| |                              |                                                       |                                                       |
| Streckennummer (DB): | 6206 Guben–Grenze            |                                                       |                                                       |
| Streckennummer: | 0358 Grenze–Zbąszynek        |                                                       |                                                       |
| Kursbuchstrecke (DB): | 333                          |                                                       |                                                       |
| Kursbuchstrecke: | 122b (1934)                  |                                                       |                                                       |
| Streckenlänge: | 95,9 km                      |                                                       |                                                       |
| Spurweite: | 1435 mm (Normalspur)         |                                                       |                                                       |
| Stromsystem: | Czerwieńsk–Zbąszynek: 3 kV = |                                                       |                                                       |
| Streckengeschwindigkeit: | 100 km/h                     |                                                       |                                                       |
| |                              |                                                       |                                                       |
| \| \| \| von Żagań \| \| \| \| \| von Cottbus und von Forst \| \| \| \| 0,0 \| Guben Inselbahnhof \| Guben Inselbahnhof \| \| \| \| nach Frankfurt (Oder) \| \| \| \| 1,694,3 \| (Neiße/Nysa; Staatsgrenze Deutschland–Polen) \| (Neiße/Nysa; Staatsgrenze Deutschland–Polen) \| \| \| 93,1 \| Gubin \| Gubin \| \| \| 88,0 \| Wałowice (Wallwitz (Kr Guben)) \| Wałowice (Wallwitz (Kr Guben)) \| \| \| 83,7 \| Guben Stadtforst \| Guben Stadtforst \| \| \| 76,6 \| Wężyska (Merzdorf) \| Wężyska (Merzdorf) \| \| \| \| von Lubsko \| \| \| \| \| Bober/Bóbr \| \| \| \| 66,4 \| Krosno Odrzańskie (Crossen [Oder]) \| Krosno Odrzańskie (Crossen [Oder]) \| \| \| 56,7 \| Ciemnice Thiemendorf \| Ciemnice Thiemendorf \| \| \| xx,x \| Laski Odrzańskie \| Laski Odrzańskie \| \| \| 49,7 \| Nietków (Polnisch Nettkow, später Schlesisch Nettkow) \| Nietków (Polnisch Nettkow, später Schlesisch Nettkow) \| \| \| \| von Kostrzyn \| \| \| \| 43,8 \| Czerwieńsk (Rothenburg [Oder]) Keilbahnhof \| Czerwieńsk (Rothenburg [Oder]) Keilbahnhof \| \| \| \| nach Zielona Góra \| \| \| \| \| Oder/Odra \| \| \| \| 34,9 \| Pomorsko (Pommerzig) \| Pomorsko (Pommerzig) \| \| \| \| von Świebodzin und von Konotop \| \| \| \| 26,4 \| Sulechów (Züllichau) \| Sulechów (Züllichau) \| \| \| \| nach Wolsztyn \| \| \| \| 20,5 \| Łęgowo Sulechowskie (Lang Heinersdorf) ehem. Bahnhof \| Łęgowo Sulechowskie (Lang Heinersdorf) ehem. Bahnhof \| \| \| 15,1 \| Kolesin (Goltzen) \| Kolesin (Goltzen) \| \| \| 12,19,2 \| Babimost (Bomst) \| Babimost (Bomst) \| \| \| \| \| \| \| \| 3,6 \| Kręcko (Kranz) \| Kręcko (Kranz) \| \| \| \| von Frankfurt (Oder) \| \| \| \| 0,0 \| Zbąszynek (Neu Bentschen) \| Zbąszynek (Neu Bentschen) \| \| \| \| nach Gorzów Wielkopolski \| \| \| \| \| von Frankfurt (Oder) und Gorzów Wielkopolski \| \| \| \| \| \| \| \| \| 0,0 \| Zbąszyń (Bentschen) \| Zbąszyń (Bentschen) \| \| \| \| von Międzychód \| \| \| \| \| nach Poznań und nach Wolsztyn \| \| |                              |                                                       |                                                       |
| Strecke (außer Betrieb) |                              | von Żagań                                             | von Żagań                                             |
| Abzweig ehemals geradeaus und von links |                              | von Cottbus und von Forst                             | von Cottbus und von Forst                             |
| Bahnhof | 0,0                          | Guben Inselbahnhof                                    | Guben Inselbahnhof                                    |
| Abzweig geradeaus und nach links |                              | nach Frankfurt (Oder)                                 | nach Frankfurt (Oder)                                 |
| Grenze auf Brücke über Wasserlauf | 1,694,3                      | (Neiße/Nysa; Staatsgrenze Deutschland–Polen)          | (Neiße/Nysa; Staatsgrenze Deutschland–Polen)          |
| Bahnhof | 93,1                         | Gubin                                                 | Gubin                                                 |
| Haltepunkt / Haltestelle | 88,0                         | Wałowice (Wallwitz (Kr Guben))                        | Wałowice (Wallwitz (Kr Guben))                        |
| ehemaliger Haltepunkt / Haltestelle | 83,7                         | Guben Stadtforst                                      | Guben Stadtforst                                      |
| Bahnhof | 76,6                         | Wężyska (Merzdorf)                                    | Wężyska (Merzdorf)                                    |
| Abzweig geradeaus und ehemals von rechts |                              | von Lubsko                                            | von Lubsko                                            |
| Brücke über Wasserlauf |                              | Bober/Bóbr                                            | Bober/Bóbr                                            |
| Bahnhof | 66,4                         | Krosno Odrzańskie (Crossen [Oder])                    | Krosno Odrzańskie (Crossen [Oder])                    |
| Haltepunkt / Haltestelle | 56,7                         | Ciemnice Thiemendorf                                  | Ciemnice Thiemendorf                                  |
| Haltepunkt / Haltestelle | xx,x                         | Laski Odrzańskie                                      | Laski Odrzańskie                                      |
| Bahnhof | 49,7                         | Nietków (Polnisch Nettkow, später Schlesisch Nettkow) | Nietków (Polnisch Nettkow, später Schlesisch Nettkow) |
| Abzweig geradeaus und von links |                              | von Kostrzyn                                          | von Kostrzyn                                          |
| Bahnhof | 43,8                         | Czerwieńsk (Rothenburg [Oder]) Keilbahnhof            | Czerwieńsk (Rothenburg [Oder]) Keilbahnhof            |
| Abzweig geradeaus, nach rechts und von rechts |                              | nach Zielona Góra                                     | nach Zielona Góra                                     |
| Brücke über Wasserlauf |                              | Oder/Odra                                             | Oder/Odra                                             |
| ehemaliger Bahnhof | 34,9                         | Pomorsko (Pommerzig)                                  | Pomorsko (Pommerzig)                                  |
| Abzweig geradeaus, ehemals von links und ehemals von rechts |                              | von Świebodzin und von Konotop                        | von Świebodzin und von Konotop                        |
| Bahnhof | 26,4                         | Sulechów (Züllichau)                                  | Sulechów (Züllichau)                                  |
| Abzweig geradeaus und ehemals nach rechts |                              | nach Wolsztyn                                         | nach Wolsztyn                                         |
| Haltepunkt / Haltestelle | 20,5                         | Łęgowo Sulechowskie (Lang Heinersdorf) ehem. Bahnhof  | Łęgowo Sulechowskie (Lang Heinersdorf) ehem. Bahnhof  |
| ehemaliger Bahnhof | 15,1                         | Kolesin (Goltzen)                                     | Kolesin (Goltzen)                                     |
| Bahnhof | 12,19,2                      | Babimost (Bomst)                                      | Babimost (Bomst)                                      |
| Verschwenkung von links (Strecke außer Betrieb) · Verschwenkung von rechts |                              |                                                       |                                                       |
| Strecke (außer Betrieb) · Haltepunkt / Haltestelle | 3,6                          | Kręcko (Kranz)                                        | Kręcko (Kranz)                                        |
| Strecke (außer Betrieb) · Abzweig geradeaus und von links |                              | von Frankfurt (Oder)                                  | von Frankfurt (Oder)                                  |
| Strecke (außer Betrieb) · Bahnhof | 0,0                          | Zbąszynek (Neu Bentschen)                             | Zbąszynek (Neu Bentschen)                             |
| Strecke (außer Betrieb) · Abzweig geradeaus und nach links |                              | nach Gorzów Wielkopolski                              | nach Gorzów Wielkopolski                              |
| Strecke (außer Betrieb) · Abzweig geradeaus und ehemals von links |                              | von Frankfurt (Oder) und Gorzów Wielkopolski          | von Frankfurt (Oder) und Gorzów Wielkopolski          |
| Verschwenkung nach links (Strecke außer Betrieb) · Verschwenkung nach rechts |                              |                                                       |                                                       |
| Bahnhof | 0,0                          | Zbąszyń (Bentschen)                                   | Zbąszyń (Bentschen)                                   |
| Abzweig geradeaus und nach links |                              | von Międzychód                                        | von Międzychód                                        |
| Strecke |                              | nach Poznań und nach Wolsztyn                         | nach Poznań und nach Wolsztyn                         |

Die Bahnstrecke Guben–Zbąszynek ist eine Eisenbahnstrecke, die überwiegend in der Woiwodschaft Lebus im Westen Polens verläuft. Der Ostabschnitt zwischen Zbąszynek und Czerwieńsk ist elektrifiziert.

## Geschichte

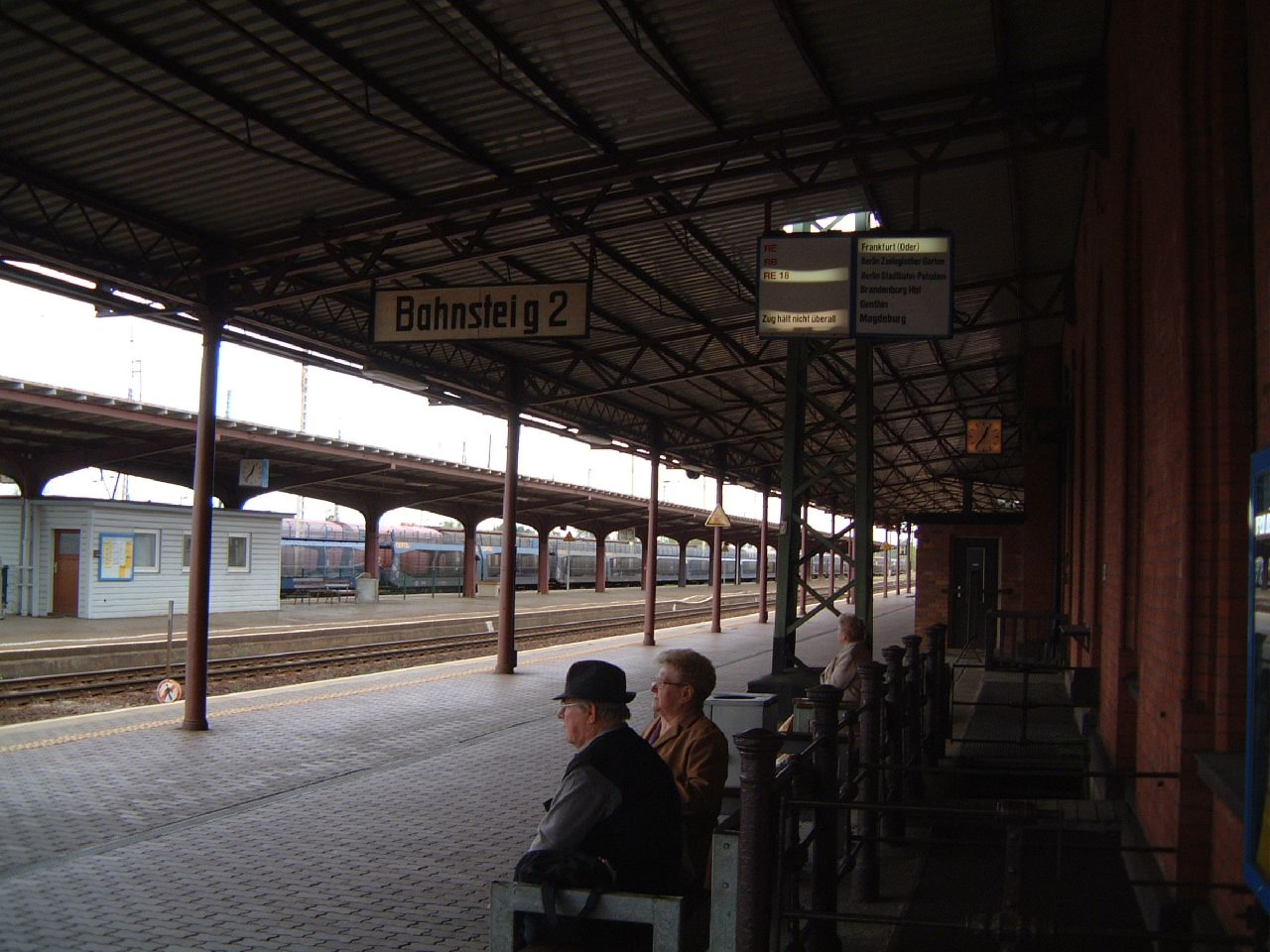
Hausbahnsteig des Bahnhofs Guben

Die Strecke Guben–Bentschen wurde am 26. Juni 1870 von der Märkisch-Posener Eisenbahn-Gesellschaft eröffnet und stellte mit den anschließenden Strecken eine direkte Schienenverbindung von Cottbus nach Posen her. Bereits Ende des 19. Jahrhunderts wurde die Strecke zweigleisig ausgebaut. Schnellzüge verkehrten damals aus Frankfurt (Main) bis an die russische Grenze bei Eydtkuhnen in Ostpreußen.
Ursprünglich befand sich der Anschlussbahnhof an die Strecke aus Frankfurt (Oder) Richtung Posen in Bentschen (heute Zbąszyń). Nachdem der Ort jedoch nach 1919 infolge des Versailler Vertrags Polen zugesprochen wurde, wurden die Strecken aus Frankfurt, Guben und Landsberg (Warthe) verlegt. Auf deutscher Seite wurde der Knotenbahnhof Neu Bentschen (heute Zbąszynek) gebaut, um ihn herum entstand ein neuer Ort für die Mitarbeiter von Bahn und Zoll. Durchgehenden Zugverkehr von dieser Strecke ins polnische Gebiet gab es nicht mehr, man musste in Neu Bentschen in die Züge aus Berlin umsteigen. Nach der Besetzung Polens durch Deutschland im Zweiten Weltkrieg wuchs die Bedeutung der Strecke, 1944/45 diente sie im Fernverkehr einem Schnellzugpaar Leipzig–Königsberg und einem Paar Halle (Saale)–Allenstein.

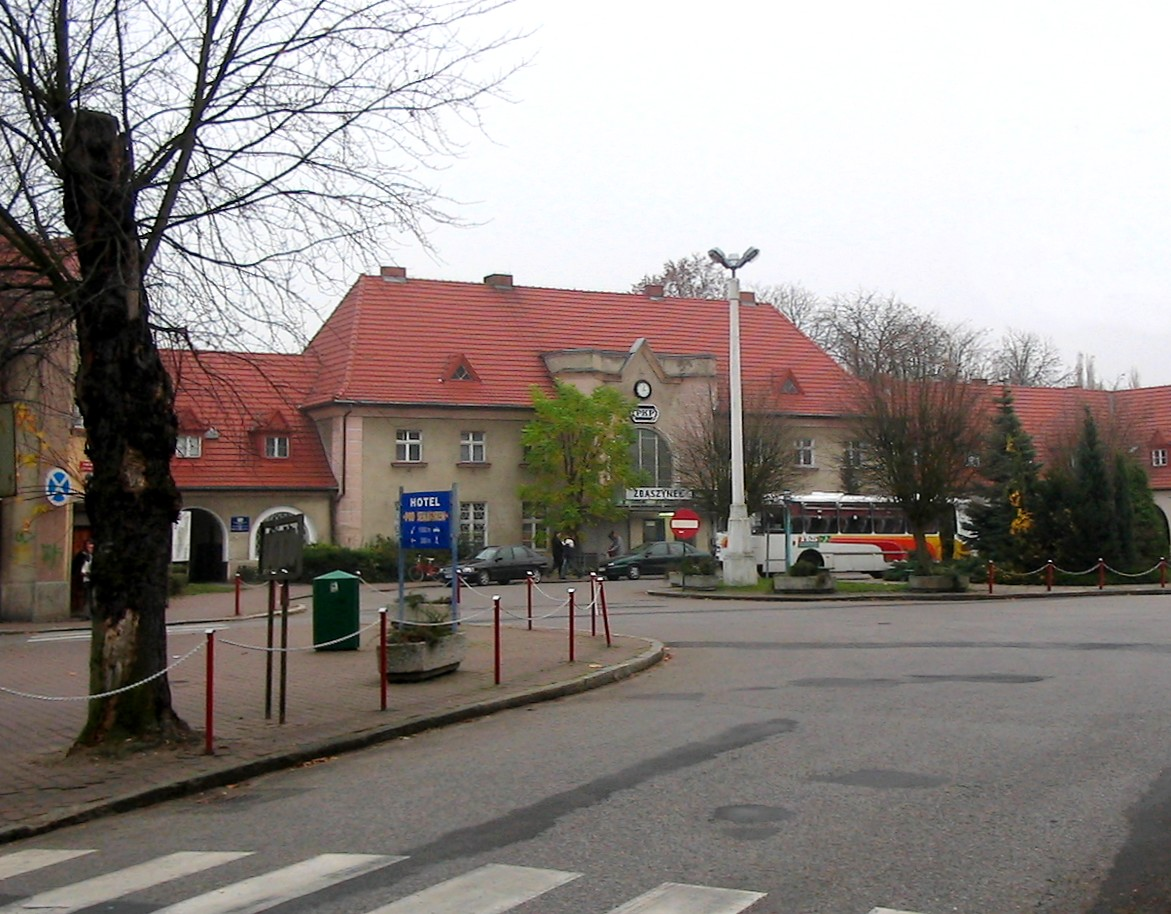
Empfangsgebäude in Zbąszynek (Neu Bentschen)

1945 wurde die Oder-Neiße-Grenze zur Westgrenze Polens. Seitdem liegt die gesamte Strecke bis auf einen kurzen Abschnitt in Guben auf polnischem Gebiet und wird von PKP Polskie Linie Kolejowe (PKP PLK), der Infrastrukturtochter der Polnischen Staatsbahnen, betrieben. Das von 1900 bis 1921 und dann wieder ab 1930 bestehende zweite Streckengleis wurde abgebaut. Zur Erschließung von Gubin, dem polnischen Teil von Guben, entstand ein neuer Bahnhof nördlich der Stadt. Dort endeten lange Zeit die Personenzüge aus Czerwieńsk (früher Rothenburg an der Oder), im Güterverkehr wurde die Strecke grenzüberschreitend betrieben. Mit der Einführung des visafreien Reiseverkehrs zwischen der DDR und Polen wurde 1972 der Personenverkehr über die Grenze aufgenommen, allerdings mit dem Erstarken der Solidarność bereits 1981 wieder eingestellt.
Erst seit 1996 gab es wieder Personenverkehr über die Grenze. Es verkehrten Ende der 1990er Jahre vier Personenzugpaare zwischen Czerwieńsk und Gubin, drei davon weiter bis Guben. Am 6. Oktober 2002 wurde der Personenverkehr westlich von Czerwieńsk komplett eingestellt. Es fahren allerdings noch regelmäßig Güterzüge auf der Strecke. Im Mai 2008 wurde bekannt, dass sich die Woiwodschaft Lebus und das Land Brandenburg auf die Wiederinbetriebnahme des Personenverkehrs geeinigt haben, es sollten zwei Zugpaare zwischen Cottbus und Zielona Góra (früher Grünberg in Schlesien) fahren.
Seit 9. Juni 2013 umfahren Schnellzüge aus Richtung Zbąszynek nach Zielona Góra über eine neugebaute Verbindungskurve den Bahnhof Czerwieńsk, in dem sie mithin nicht mehr wenden müssen.
Der Abschnitt zwischen Zbąszynek und Czerwieńsk wird derzeit (2022) für 120 km/h ausgebaut.
Am 11. Juni 2022 wurde der Personenverkehr zwischen Guben und Zielona Góra am Wochenende wieder aufgenommen, ab Dezember 2022 täglich. Montags bis freitags wurden dabei 6 Fahrten je Richtung angeboten und an den Wochenenden 5 Fahrten je Richtung. Von Sommer 2023 bis Dezember 2024 wurden an den Wochenenden einzelne Züge morgens und abends bis Cottbus verlängert.
Seit Dezember 2024 verkehren täglich 5 Züge je Richtung zwischen Guben und Zielona Góra. Die Weiterfahrt nach Cottbus ist entfallen.